# Google夏日程式碼大賽
Google夏日程式碼大賽（Google Summer of Code），是由Google公司所主辦的年度开源程式設計项目，第一屆從2005年開始。「Summer of Code」之名取自1967年的「爱之夏」（Summer of Love）風潮。比賽的主要目的是鼓勵學生參與開放原始碼的程式設計活動。每个成功完成项目的学生都会获得来自Google公司的资助。

## 概要
夏日程式碼大賽開始前，每年的2月至3月間會分別接受兩方面的報名，一方面是學生，以擅長程式設計的大學生為主；另一方面是開放原始碼專案組織，每個組織需指定指導者（導師），以指導參加該專案的學生。活动要求参与者必须年满18周岁且是在读大学生；而对于14至17周岁的中学生，另有Google Code-in项目通过相对低难度的任务指导学生参与开源项目。
每个项目都必须从属于一个开源项目组织以及一个或多个导师。參加的學生需向開放原始碼專案組織提出程式開發構想，多数大的开源项目组织都拥有项目列表（Idea List）供不熟悉组织的新人选择。申请项目时，学生首先需要提交有关国籍和在读情况的证明，待Google公司确认通过后再提交关于项目的申请（Proposal）。每个学生最多可提交3份申请，但只能参与1个项目。所有学生的申请会经过每个组织的审阅和讨论。通常申请入口于3月初开放，月底结束；4月底公布有资格参与的学生列表；5月下旬起即可開始程式開發。

## 评估与奖励
每个学生的项目会经历三次评估（Evaluation），评估的结果和学生获得的奖励相关。如果学生没有通过某轮评估，项目则被视为中断，但不影响前面评估轮次对应的奖金。
- 第一次评估，通常在6月下旬，通过后学生会获得总奖金的30%。
- 第二次评估，通常在7月下旬，通过后学生会获得总奖金的30%。
- 最终评估，在8月下旬，通过后学生会获得总奖金剩余的40%，并算作成功通过该项目。

第一次和第二次评估中，学生需要填写对导师的评价以及项目的开展情况、建议等信息，不必提交代码。最终评估要求学生提供链接说明自己项目过程中的工作。每一轮评估都要求学生和导师双向评价，评估结束后互相会看到对方的评语。
学生获得的奖金最初为4500美元，后来调整为5000美元。自2017年开始，Google采用基于购买力平价的奖金计算法，不同地区学生获得的奖金将会由所在地区的购买力平价所决定，作为基准的美国学生对应的奖金额调整到6000美元。所有通过整个项目的学生将会额外获得一件印有Google Summer of Code标志的T恤衫。参与项目的导师将会获得500美元的奖励，以及参观Google总部的机会。

## 外部連結
- （英文）Google Summer of Code（页面存档备份，存于） 官方網站